# Road to Basketball Africa League
La Road to BAL, nota anche come Torneo di Qualificazione BAL, è il torneo di qualificazione della Basketball Africa League (BAL). Mentre il torneo principale è co-organizzato dalla FIBA e dalla NBA, l'organizzazione delle qualificazioni è gestita interamente dalla FIBA Africa.
Le qualificazioni sono suddivise geograficamente in due divisioni: West e East Division, con tre squadre che si qualificano da ciascuna divisione. Le semifinali e le finali vengono disputate per determinare i vincitori dei tornei di qualificazione.

## Storia
La prima partita di qualificazione alla Basketball Africa League si è giocata il 16 ottobre 2019, nell’ambito delle qualificazioni per la stagione 2021. I City Oilers dell’Uganda sconfissero il Dynamo per 71-57 a Dar es Salaam.
Durante la seconda stagione, il nome Road to BAL venne utilizzato per la prima volta, diventando successivamente il nome ufficiale dell'evento.
Negli anni successivi, la competizione si è svolta in diverse sedi in vari Paesi, mantenendo però lo stesso formato che ha portato alla qualificazione di sei squadre per il torneo principale.

## Formato
I campioni nazionali di ciascuna federazione affiliata alla FIBA Africa possono iscriversi alle qualificazioni della BAL.
Nell’edizione inaugurale, un totale di 31 squadre provenienti da 31 Paesi ha partecipato ai tornei di qualificazione per determinare quali sei squadre avrebbero giocato nella prima stagione regolare della Basketball Africa League, insieme ad altre sei squadre ammesse direttamente.
I tornei di qualificazione sono suddivisi in due fasi: il primo turno e la fase Elite 16. Le squadre vengono inoltre divise in due divisioni, East e West. Da ciascuna divisione, tre squadre si qualificano per il torneo principale.
Il formato è stato modificato per l'edizione 2025, rispetto alle precedenti quattro edizioni, poiché in questa stagione solo quattro squadre si sono qualificate tramite la Road to BAL, rispetto alle sei degli anni precedenti. I campioni nazionali di Marocco e Sudafrica hanno ricevuto la qualificazione diretta. Nel primo turno, sono stati disputati cinque gruppi suddivisi in due divisioni, con le migliori squadre che sono avanzate alla fase dell'Elite 16.  Nella seconda fase, le squadre sono state poi distribuite in due gruppi da otto squadre ciascuno. Dopo un torneo a girone all’italiana, le prime due squadre di ciascun gruppo ottengono la qualificazione per la stagione regolare della BAL.

## Arene
I turni di qualificazione si giocano solitamente in gruppi composti da quattro a sei squadre, che si affrontano una sola volta in una sede prestabilita. Le seguenti arene hanno ospitato almeno un gruppo, sia nel primo turno che nella fase Elite 16:
| Arena                                | Città         | Nazione        | Stagioni       |
| ------------------------------------ | ------------- | -------------- | -------------- |
| Ellis Park Arena                     | Johannesburg  | Sudafrica      | 1 (2023)       |
| Wembley Stadium                      | Johannesburg  | Sudafrica      | 2 (2021, 2022) |
| Palais des Sports de Treichville     | Abidjan       | Costa d'Avorio | 1 (2023)       |
| Palais du 29 Juillet                 | Niamey        | Niger          | 1 (2023)       |
| Palais des Sports Mahamasina         | Antananarivo  | Madagascar     | 2 (2021, 2023) |
| Palais des Sports du 28 Septembre    | Conakry       | Guinea         | 1 (2022)       |
| National Indoor Stadium              | Dar es Salaam | Tanzania       | 2 (2022–2024)  |
| The Filbert Bayi Olympafrica Centre  | Kibaha        | Tanzania       | 1 (2025)       |
| Kigali Arena                         | Kigali        | Ruanda         | 1 (2021)       |
| Yaoundé Multipurpose Sports Complex  | Yaoundé       | Camerun        | 3 (2021–2023)  |
| Palais des Sports Salamatou Maïga    | Bamako        | Mali           | 1 (2021)       |
| Palais des Sports de Cotonou         | Cotonou       | Benin          | 1 (2021)       |
| Palais des Sports de Libreville      | Libreville    | Gabon          | 1 (2021)       |
| Tripoli Great Hall                   | Tripoli       | Libia          | 1 (2025)       |
| Japoma Multisports Complex Gymnasium | Douala        | Camerun        | 1 (2025)       |
| City Sports Center                   | Harare        | Zimbabwe       | 1 (2025)       |

## Risultati
|  | Qualificate per la Basketball Africa League |

### East Division
| Edizione | Anno | Sede finali  | Finale               | Finale    | Finale               | Finale terzo posto    | Finale terzo posto | Finale terzo posto | Num. squadre | Note          |
| Edizione | Anno | Sede finali  | Vincitore            | Risultato | Secondo posto        | Terzo posto           | Risultato          | Quarto posto       | Num. squadre | Note          |
| -------- | ---- | ------------ | -------------------- | --------- | -------------------- | --------------------- | ------------------ | ------------------ | ------------ | ------------- |
| 1        | 2021 | Kigali       | Patriots BBC         | 94–63     | GNBC                 | Ferroviário de Maputo | 74–57              | City Oilers        | 16           | [ 5 ] [ 6 ]   |
| 2        | 2022 | Johannesburg | Ferroviário da Beira | 91–65     | Cobra Sport          | Cape Town Tigers      | 20–0               | New Star           | 10           | [ 9 ]         |
| 3        | 2023 | Johannesburg | Cape Town Tigers     | 81–71     | Ferroviário da Beira | City Oilers           | 71–62              | Urunani            | 10           | [ 11 ] [ 12 ] |
| 4        | 2024 | Johannesburg | Cape Town Tigers     | 70–68     | City Oilers          | Dynamo                | 79–78              | COSPN              | 14           | [ 13 ] [ 14 ] |
| 5        | 2025 | Nairobi      | Nairobi City Thunder | 99–86     | Kriol Star           | Urunani               | 77–75              | City Oilers        | 14           | [ 15 ] [ 16 ] |

### West Division
| Edizione | Anno | Sede finali | Finale               | Finale    | Finale        | Finale terzo posto | Finale terzo posto | Finale terzo posto   | Num. squadre | Note          |
| Edizione | Anno | Sede finali | Vincitore            | Risultato | Secondo posto | Terzo posto        | Risultato          | Quarto posto         | Num. squadre | Note          |
| -------- | ---- | ----------- | -------------------- | --------- | ------------- | ------------------ | ------------------ | -------------------- | ------------ | ------------- |
| 1        | 2021 | Yaoundé     | GS Pétroliers        | 92–88     | FAP           | AS Police          | 71–69              | ABC Fighters         | 13           | [ 17 ] [ 18 ] |
| 2        | 2022 | Yaoundé     | FAP                  | 81–34     | SLAC          | Espoir Fukash      | 93–87 (OT)         | AS Police            | 8            | [ 19 ]        |
| 3        | 2023 | Abidjan     | ABC Fighters         | 81–70     | SLAC          | Stade Malien       | 62–59              | Bangui Sporting Club | 10           | [ 20 ]        |
| 4        | 2024 | Yaoundé     | Bangui Sporting Club | 93–90     | FUS Rabat     | Al Ahly Benghazi   | 93–84              | FAP                  | 9            | [ 21 ] [ 22 ] |
| 5        | 2025 | Abidjan     | Al Ahli Tripoli      | 71–68     | Stade Malien  | ABC Fighters       | 92–53              | KSA                  | 12           | [ 23 ]        |

## Risultati per nazione
| Posizione           | Nazione            | Vittorie | Secondi posti | Terzi posti | Totale |
| ------------------- | ------------------ | -------- | ------------- | ----------- | ------ |
| 1                   | Sudafrica          | 2        | 0             | 1           | 3      |
| 2                   | Mozambico          | 1        | 1             | 1           | 3      |
| 3                   | Camerun            | 1        | 1             | 0           | 2      |
| 4                   | Costa d'Avorio     | 1        | 0             | 1           | 2      |
| 4                   | Libia              | 1        | 0             | 1           | 2      |
| 6                   | Algeria            | 1        | 0             | 0           | 1      |
| 6                   | Rep. Centrafricana | 1        | 0             | 0           | 1      |
| 6                   | Ruanda             | 1        | 0             | 0           | 1      |
| 9                   | Guinea             | 0        | 2             | 0           | 2      |
| 10                  | Mali               | 0        | 1             | 2           | 3      |
| 11                  | Marocco            | 0        | 1             | 1           | 2      |
| 11                  | Uganda             | 0        | 1             | 1           | 2      |
| 13                  | Madagascar         | 0        | 1             | 0           | 1      |
| 13                  | Sudan del Sud      | 0        | 1             | 0           | 1      |
| 15                  | Burundi            | 0        | 0             | 1           | 1      |
| 15                  | RD del Congo       | 0        | 0             | 1           | 1      |
| Totale (16 nazioni) |                    | 9        | 9             | 10          | 28     |